# Anageshna primordialis
Anageshna primordialis là một loài bướm đêm thuộc họ Crambidae. Chúng là loài duy nhất trong chi Anageshna, thường được tìm thấy ở Alabama, Arizona, Florida, Georgia, Iowa, Illinois, Kansas, Louisiana, Massachusetts, Maryland, Maine, Minnesota, Missouri, Mississippi, North Carolina, New Hampshire, New Jersey, New York, Ohio, Oklahoma, Pennsylvania, South Carolina, Texas, Virginia và Tây Virginia.
Sải cánh dài khoảng 11 mm. Con trưởng thành bay từ tháng 8 đến tháng 11.
Không rõ cây chủ là cây gì.